# Вангенбург-Энгенталь
Вангенбу́рг-Энгента́ль (фр. Wangenbourg-Engenthal) — коммуна на северо-востоке Франции в регионе Гранд-Эст (бывший Эльзас — Шампань — Арденны — Лотарингия), департамент Нижний Рейн, округ Мольсем, кантон Саверн. До марта 2015 года коммуна административно входила в состав упразднённого кантона Васлон (округ Мольсем).
Площадь коммуны — 31,52 км², население — 1361 человек (2006) с тенденцией к стабилизации: 1370 человек (2013), плотность населения — 43,5 чел/км².

## Население
Население коммуны в 2011 году составляло 1362 человека, в 2012 году — 1365 человек, а в 2013-м — 1370 человек.
| 1962 | 1968 | 1975 | 1982 | 1990 | 1999 | 2006 | 2008 | 2011 | 2012 | 2013 |
| ---- | ---- | ---- | ---- | ---- | ---- | ---- | ---- | ---- | ---- | ---- |
| 1040 | 1003 | 1244 | 1176 | 1159 | 1182 | 1361 | 1383 | 1362 | 1365 | 1370 |

Динамика населения:

## Экономика
В 2010 году из 873 человек трудоспособного возраста (от 15 до 64 лет) 647 были экономически активными, 226 — неактивными (показатель активности 74,1 %, в 1999 году — 68,9 %). Из 647 активных трудоспособных жителей работали 610 человек (336 мужчин и 274 женщины), 37 числились безработными (15 мужчин и 22 женщины). Среди 226 трудоспособных неактивных граждан 41 были учениками либо студентами, 121 — пенсионерами, а ещё 64 — были неактивны в силу других причин.